# Sarfannguit
Sarfannguit (antiguamente Sarfannguaq o Sarfánguaq) es una localidad en la municipalidad de Qeqqata, al centro-oeste de Groenlandia. Tiene una población de 127 habitantes (en 2005). Se ubica a 66°54′N 52°52′O y fue fundada en 1843.